# Dovzhansk, Ukraina
Dovzhansk (tiếng Ukraina: Довжанськ) là một thành phố của Ukraina. Thành phố này thuộc tỉnh Luhansk. Thành phố này có diện tích ? km2, dân số theo điều tra dân số năm 2001 là 72531 người.